# Geraldine Apponyi
Geraldine Margit Virginia Olga Mária Apponyi de Nagy-Appony, född 6 augusti 1915 i Budapest i Ungern, död 23 oktober 2002 i Tirana i Albanien, var drottning av Albanien 1938–1939.

## Biografi

### Tidigt liv
Geraldine Apponyi var dotter till den ungerske greven Gyula Apponyi de Nagy-Appony och amerikanskan Gladys Stewart, dotter till USA:s konsul i Antwerpen. 
När det österrikisk-ungerska kejsardömet kollapsade vid första världskrigets slut lämnade familjen Ungern och bosatte sig i Schweiz. De återvände till Ungern 1921. Familjens förmögenhet var då borta, eftersom familjen Apponyis gods efter den nya gränsdragningen inte längre låg i Ungern utan i Tjeckien och hade konfiskerats, och de levde på bidrag från hennes farmor. 
Hennes far avled 1924, och hennes mor tog med sig Geraldine och hennes två systrar till Menton i södra Frankrike, där barnen växte upp tillsammans med sin mormor. Efter det att hennes mor gift om sig med en fransk militär 1926 insisterade hennes fars släktingar på att barnen skulle återvända till Ungern. Geraldine utbildades på en tyskspråkig flickskola i Pressbaum, och presenterades i det lokala societetslivet. Som vuxen arbetade hon en tid på Museum. 

### Giftermål
Som medlem av den ungerska adeln blev Geraldine inbjuden till societetsbaler, och hon betraktades som en av den europeiska aristokratins största skönheter; hon kallades för "Ungerns vita ros". Vid en av dessa baler togs ett foto på Geraldine, som kom att förändra hennes liv. 
Albaniens monark kung Zog I såg fotot och blev attraherad. Zog hade då i flera år letat efter en brud, men ett äktenskap med en medlem ur ett kungahus hade varit mycket svårt att arrangera, av både religiösa och politiska skäl. Han letade därför vid denna tidpunkt efter en brud ur den europeiska adeln. Han bad sin syster prinsessan Senije Zogu att bjuda in Geraldine till Albanien, där hon deltog i den kungliga nyårsbalen. Han friade till henne nyårsdagen 1938 och fick ja. 
Det blev överenskommet att Geraldine skull få behålla sin katolska religion, men att barnen skulle uppfostras till muslimer. Före bröllopet fick hon titeln prinsessa av Albanien. Hon lärde sig också snabbt tala albanska.

### Drottning
Bröllopet ägde rum i Tirana 27 april 1938. Det beskrevs i internationell press som ett riktigt "sagobröllop", och bruden bar en brudklänning som var prydd med pärlor och diamanter, som kungen beställt från ett modehus i Paris. 50 000 barn klädda i nationaldräkt applåderade brudparet, och bland bröllopspresenterna märktes en Mercedes från Adolf Hitler. Bröllopet gav mycket positiv publicitet till Albanien och beskrivs som en folkfest. Bland annat framhävdes Geraldines utseende och hennes status som till hälften amerikan i den amerikanska pressen. Kungen köpte som bröllopsgåva tillbaka de beslagtagna Apponyi-godsen till hennes familj. Släkten Apponyi framhölls i Albanien för att flera av dess medlemmar i sekel hade stridit mot turkarna. Kungaparet tog sedan den första av flera anonyma kryssningar på sin italienska lyxjakt och spenderade smekmånaden i Durres. Äktenskapet beskrivs som lyckligt. 
Geraldine beskrivs som en succé, och paret gjorde ett gott intryck under ett officiellt besök i Vlore efter bröllopet. Hennes skönhet och informella charm uppskattades i offentliga sammanhang, och hon blev gravid bara tre månader efter bröllopet. Kung Zog var nöjd med det moderna intryck hon gav av landet, och hon ska också ha influerat honom själv att visa sig mer avslappnad i offentliga sammanhang. Några ungerska och amerikanska kvinnor, bland dem Mrs Strale d'Ekna samt en vän till hennes ungerska familj, Antoinette de Szinyei-Merse, blev anställda som hovdamer för att hålla henne sällskap och förhindra att hon led av hemlängtan. 
Geraldine reformerade, i enlighet med Zogs moderniseringsprinciper, hovet och den offentliga representationen för att bringa det i enlighet med samtida europeisk standard, deltog i inredningen av det nya moderna kungliga residenset, och ska bland annat ha infört julgranen i Albanien.  Nyårsfesten 31 december 1938 blev en berömd tillställning. Med tanke på att skillnaden i religion gjorde att religiösa högtider var uteslutna som representationshögtider vid hovet, var nyårsmottagningen planerad att i fortsättningen fungera som det albanska hovets finaste högtid. 1939 års nyårsfest blev en succé, men skulle också komma att bli både den första och sista hovfesten. 
Hennes saga som drottning blev kort. I februari 1939 åt kungaparet frukost med sin förtrogna Jak Koci och misstänkte då att de höll på att bli förgiftade av Jak Koci på uppdrag av den italienska regeringen. Jak Koci förvisades och därefter växte hotet om en italiensk invasion. Tre dagar efter det att hon fött sitt första och enda barn, sonen Leka i Tirana 5 april 1939, tvangs familjen att fly från Albanien. Samma dag som förlossningen mottog kungen ett italienskt ultimatum, och gav order om att hans familj - hans hustru, nyfödda son, systrar och systerbarn - skulle evakueras. Sällskapet evakuerades från Tirana i ett dussin limousiner samma dag landet invaderades 7 april. Geraldine, som inte kunde gå efter förlossningen, bars ut i en madrass och placerades liggande i baksätet; Zog följde efter dagen därpå.

### Senare liv
Familjen flydde över gränsen till Grekland och därifrån via Turkiet och Frankrike till Storbritannien, där de tillbringade resten av kriget. Efter andra världskrigets slut förbjöds kungen att återvända till Albanien. Familjen reste runt i Europa och sökte en fristad, bland annat i Sverige, innan de så småningom slog sig ned i Egypten. 
Kungen dog i Paris 1961. För att kunna ge sin make en värdig begravning tvingades Geraldine pantsätta sin förlovningsring med en enorm blåskimrande diamant. Som änka kallades hon Albaniens drottningmoder. 
Efter makens död bodde Geraldine omväxlande i Spanien och Sydafrika. Fyra månader före sin död inbjöds hon till Albanien av 40 medlemmar av parlamentet: hon avled i landets huvudstad Tirana.

### Fotnoter
1. 1 2  Find a Grave, Find A Grave-ID: 8702181, läs online, läst: 9 oktober 2017.[källa från Wikidata]
2. ↑  Darryl Roger Lundy, The Peerage, The Peerage person-ID: p10132.htm#i101320, läst: 9 oktober 2017.[källa från Wikidata]
3. ↑  Gemeinsame Normdatei, läst: 12 december 2014.[källa från Wikidata]
4. ↑  Gemeinsame Normdatei, läst: 31 december 2014.[källa från Wikidata]
5. ↑  The Peerage person-ID: p10132.htm#i101320, läst: 7 augusti 2020.[källa från Wikidata]
6. ↑  Darryl Roger Lundy, The Peerage.[källa från Wikidata]
7. ↑  King Zog: Self-Made Monarch of Albania